# Constantin Radu (Politiker)
Constantin Radu (* 19. April 1926 in Adjud, Kreis Vrancea) ist ein ehemaliger rumänischer Politiker der Rumänischen Arbeiterpartei PMR (Partidul Muncitoresc Român) und ab 1965 der PCR (Partidul Comunist Român), der unter anderem zwischen 1987 und 1988 Vize-Ministerpräsident war.

## Leben

### Jugendfunktionär und Parteisekretär
Radu absolvierte nach dem Besuch der Primarschule zwischen 1943 und 1947 eine Berufsausbildung und war danach von 1947 bis 1948 als Maschinenschlosser in der Werkstatt der Holzfabrik Siretul in seinem Geburtsort Adjud tätig. Er wurde 1945 Gewerkschaftsmitglied sowie 1948 Mitglied der Jugendorganisation der Arbeiterpartei UTM (Uniunea Tineretului Muncitor). 1950 wechselte er zum Kombinat für Prozesssteuerung, Ausbeutung und Industrialisierung der Holzwirtschaft IPEIL (Întreprinderea de Prelucrarea, Exploatarea și Industrializarea Lemnulu) in Gugești und war dort zunächst Mechaniker in der Außenstelle in Odobești. Er war zwischen 1951 und 1952 Absolvent der Lokomotivenmechanikschule der Forstwirtschaft in Cluj sowie dortiger Organisationssekretär der UTM. Danach war er von 1952 bis 1953 Lokomotivenmechaniker bei IPEIL. Im Anschluss besuchte er von 1953 bis 1954 die Arbeiterfakultät in Iași und war dort ebenfalls Organisationssekretär der UTM. Er trat während dieser Zeit im September 1953 der Rumänischen Arbeiterpartei PMR (Partidul Muncitoresc Român) als Mitglied bei und gehörte zwischen 1953 und 1954 als Mitglied dem Volksrat von Iași an. Er war bis November 1954 Chef der Transportabteilung von IPEIL und wurde im August 1954 auch Mitglied des Zentralkomitees (ZK) der UTM.
Im Anschluss war Radu von November 1954 bis September 1955 Instrukteur des Parteikomitees von Focșani und besuchte daraufhin zwischen September 1955 und 1956 die Regionale Parteischule von Iași. Daraufhin lehrte er von 1956 bis 1958 selbst als Lektor für die Geschichte der KPdSU sowie der internationalen Arbeiterbewegung an der Regionalen Parteischule in Galați und war in dieser Zeit auch Mitglied des Organisationsbüros der dortigen Grundorganisation. Nachdem er von 1958 bis Juli 1961 ein Studium an der Parteihochschule „Ștefan Gheorghiu“ absolviert hatte, war er von Juli 1961 bis Januar 1962 Chef der Sektion für politische Massenarbeit der Abteilung Propaganda und Agitation des Parteikomitees im Kreis Galați. Danach fungierte er zwischen Januar 1962 und September 1964 als Präsident des Regionalrates der Gewerkschaften im Kreis Galați und war zugleich von Januar 1962 bis Februar 1966 Mitglied des Büros des Parteikomitees im Kreis Galați. 1964 absolvierte er zudem ein Studium der Wirtschaftswissenschaften an der Wirtschaftsakademie Bukarest (Academia de Studii Economice) und war danach zwischen 1965 und Februar 1966 Leiter der Abteilung Propaganda und Agitation des Parteikomitees im Kreis Galați.
Im Februar 1966 wurde Radu Erster Sekretär des Stadtparteikomitees von Brăila und bekleidete diesen Posten bis Februar 1968. Anschließend fungierte er zwischen Februar 1968 und 1971 als Erster Sekretär des Stadtparteikomitees von Brăila, Präsident des Exekutivkomitees des Volksrates von Brăila sowie als Mitglied des Büros des Parteikomitees im Kreis Brăila. Am 12. August 1969 wurde er Mitglied der Zentralen Revisionskommission (ZRK) und gehörte diesem Gremium bis zum 28. November 1974 an. Er war von 1971 bis zum 15. Mai 1973 stellvertretender Leiter der ZK-Abteilung für Organisation und daraufhin zwischen dem 15. Mai 1973 und 1974 Instrukteur des ZK. Daraufhin fand er zwischen 1974 und dem 26. September 1978 Verwendung als Leiter einer Sektion in der Kaderabteilung des ZK, ehe er vom 26. September 1978 bis zum 21. Mai 1982 Leiter der ZK-Abteilung für den Staatssicherheitsdienst (Departamentul Securității Statului) war.

### Vize-Ministerpräsident, Parteisekretär von Bukarest und ZK-Sekretär
Nachdem er zwischen dem 21. Mai und dem 4. Oktober 1982 stellvertretender Leiter der Kaderabteilung des ZK war, fungierte er vom 4. Oktober 1982 bis zum 22. März 1984 als Erster Vizepräsident des Exekutivkomitees des Volksrates von Bukarest und war zugleich Mitglied des Büros des dortigen Stadtparteikomitees. Radu wurde am 18. Dezember 1982 Kandidat des ZK der PCR und bekleidete diese Funktion bis zum 22. März 1984. Zugleich wurde er im April 1983 Mitglied der Nationalen Kommission für Demografie. Am 22. März 1984 wurde er Mitglied des ZK der PCR und gehörte diesem Gremium bis zum 5. Oktober 1987 an. Darüber hinaus wurde er am 22. März 1984 auch Mitglied des Sekretariats des ZK, dem er ebenfalls bis zum 5. Oktober 1987 angehörte. 1985 wurde er Mitglied der Großen Nationalversammlung (Marea Adunare Națională) und vertrat in dieser bis 1989 den Wahlkreis Nr. 5 Bolintin-Vale.
Am 1. Oktober 1987 übernahm er das Amt eines Vize-Ministerpräsidenten (Vice-primministru al Guvernului) und bekleidete dieses bis zum 21. Mai 1988. 
Radu fungierte vom 21. Mai 1988 bis zum 3. Februar 1989 als Erster Sekretär des Stadtparteikomitees von Bukarest und war zugleich Präsident des Exekutivkomitees des Volksrates der Hauptstadt. Im Mai 1988 wurde er zudem Mitglied der Zentralkommission zur Organisation und Modernisierung von Prozessen der Produktion und die Erwirtschaftung hochwertiger Rohstoffe und Materialien sowie Mitglied der Zentralkommission zur Optimierung des Verkehrswesens. Er wurde ferner am 28. Juni 1988 Kandidat des Politischen Exekutivkomitees des ZK und bekleidete diese Funktion bis zum 24. November 1989. Radu wurde am 3. Februar 1989 erneut Mitglied des ZK der PCR, dem er nunmehr bis zum 22. Dezember 1989 angehörte. Ferner wurde er am 3. Februar 1989 erneut Mitglied des Sekretariats des ZK und gehörte diesem Gremium nunmehr bis zum 24. November 1989 an.
Für seine langjährigen Verdienste wurde Radu mehrfach ausgezeichnet und erhielt unter anderem 1974 den Orden 23. August Dritter Klasse (Ordinul 23. August) sowie 1986 den Orden der Arbeit Erster Klasse (Ordinul Muncii).